# مباعدة الجمل
مباعدة الجمل هي مسافة أفقية بين الجمل في نص مصفوف (صف الحروف). تعتبر مباعدة الجمل عرف مطبعي منذ أن تعرفت أوروبا على طباعة الرموز (محرف) المتحركة، تم استخدام العديد من طرق مباعدة الجمل في اللغة باستخدام حروف مشتقة من اللاتينية. تضمنت هذه الطرق المسافة العادية (المعتادة بين كلمات الجمل)، ومسافة واحدة مكبرة، ووحدتي مسافة كاملتين، وحديثًا لم تتضمن وسائل الإعلام الرقمية أي مسافات. بالرغم من مقدرة الخطوط الرقمية الحديثة على تنظيم مسافة واحدة بين الكلمات بهدف خلق نظام مباعدة مريح للنظر، ومتناسق يتبع نظام ترقيم طرفي، فإن معظم نقاط النقاش تمحورت حول ضغط مفتاح مسافة لوحة لمفاتيح (حوسبة) مرة، أم مرتين بين الجمل. تقليديًا يمكن تمييز مسافتين في اختصار وسط جملة ما أو في أحرف أولى لاسم ما كما هو موضح في «كان أسرع من أي. بي. جونز كان خلفه.»
حتى القرن العشرين استخدمت دور النشر والطباعة مسافة إضافية بين الجمل، مع وجود استثناءات لهذه الطريقة التقليدية، حيث استخدم بعض عمال الطباعة مباعدة بين الجمل لا تتعدى حجم مسافة ما بين الكلمات، ما عرف بالمباعدة الفرنسية؛ وهو مصطلح مرادف لمباعدة الجمل ذي مسافة واحدة حتى أواخر القرن العشرين. في أواخر القرن التاسع عشر عند التعرف على الآلة الكاتبة (آلة كاتبة) استخدم الطبّاعون مسافتين بين الجمل ليحاكوا إسلوب الطبّاعين التقليديين. لكن في منتصف القرن العشرين، عند التخلص التدريجي من اتساع مباعدة الجمل في الطباعة، استمر استخدام هذه الطريقة في الآلات الكاتبة، ومن ثم في الحاسوب. ربما بسبب هذا تزعمت العديد من المصادار الحديثة -دون الاستناد لأسس من الصحة- أنه تم ابتكار اتساع مباعدة الجمل خصيصًا للآلات الكاتبة.
الآن يقول العديد من المتخصصين إن المسافات الإضافية بين الجمل غير مطلوبة ولا مرغوبة. بمقدور برامج تركيب الجمل مثل تخ تعديل مبادئ عمليات تحديد المسافات بين الرموز كي تتماشى مع المسافات التالية لعلامات الترقيم في آخر الجمل، ولذلك أصبحت الحاجة من إكثار المسافات يدويًا بين الجمل أقل؛ بالعلم أن هنالك بعض الدلالات تمكننا من تمييز نهاية جملة ما من نهاية كلمة مختصرة. منذ حوالي عام 1950 أصبحت المسافة الواحدة بين الجمل معيار سائد في الكتب والمجلات والصحف، بالرغم من الميل لاستخدام مسافة 1,5 بين الجمل الذي استمر إلى عام 1996 على الأقل. مع ذلك لا يزال الكثيرون يعتقدوا أن وجود مسافتين بين الجمل أصح. من منظور آخر تستمر المناظرة على الشبكة العنكبوتية العالمية بشكل ملحوظ إذ يستخدم العديدون محركات البحث بهدف معرفة ما هو الصحيح. يفضل العديدون منا استخدام مسافتين عند الاستخدام غير الرسمي فقط لأن هذه الطريقة هي التي تعلموها للطباعة. هناك جدال آخر حول تفضيل الطريقة التقليدية من حيث قابلية القراءة، هذا مع إجراء بعض دراسات مباشرة قليلة بدأت منذ عام 2002 لم تعط نتائج حاسمة.
تصرح العديد من مؤلفات طباعة الحروف الأدبية الحديثة بإن استخدام مسافتين بين الجمل غير مرغوب. بينما تشير مصادر أخرى إلى أنه يمكن استخدام هذا التقليد حين استخدام الآلة الكاتبة أو الخطوط أحادية المسافة. اختارت أغلبية إرشادات التنسيق استخدام مسافة واحدة بعد نهايات الجمل لعمل نهائي منشور، مع السماح لمرات قليلة باستخدام مسافتين في مشروعات المخطوطات وظروف معينة تتبع التفضيلات الشخصية. يقدم النحو وإرشادات التنسيق، بما فيهم إرشادات تصميم المواقع، إرشادات مشابهة.

## تاريخ
المقالة الأساسية: تاريخ مباعدة الجمل

### صف الحروف التقليدي

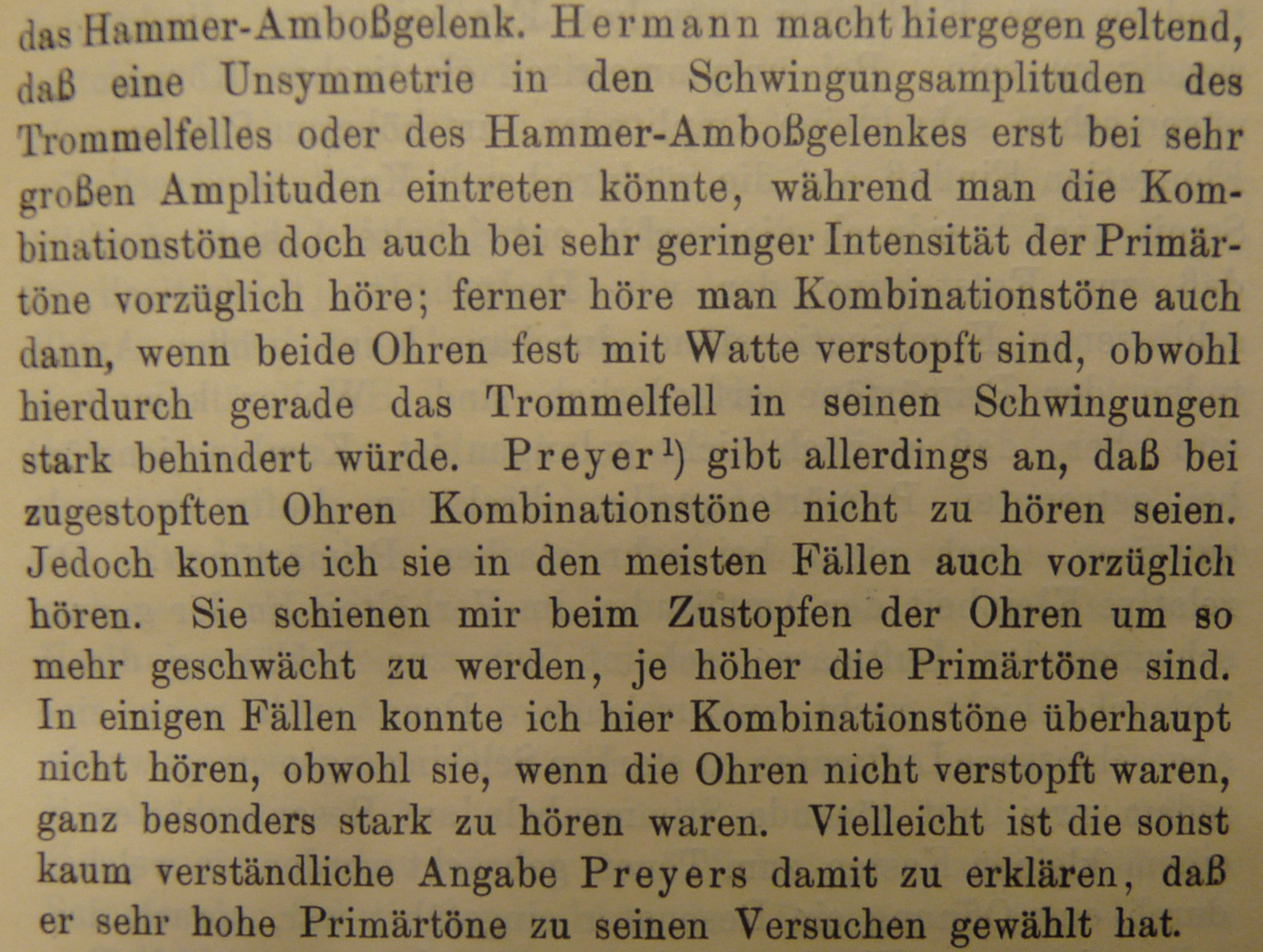
مثال على بدايات مباعدة الجمل باستخدام وحدة الإي إم الرباعية بين الجمل عام 1909.

كانت نظم الطباعة الأولية مقيدة بمسافات بين الكلمات غير مرنة، لكن سريعًا ما ظهرت تحسينات سمحت بنظم مسافات متنوعة. خصصت بعض إرشادات التنسيق للطّابعين –معروفة أيضًا باسم «قواعد الطبّاعين»- الأمريكيين والإنجليزيين والفرنسيين وغيرهم من الأوروبيين قواعد لوضع المسافات متطابقة جوهريًا منذ القرن الثامن عشر فصاعدًا. أيدت هذه الإرشادات مثل: جايكوب إن ذا يو كي عام 1890 وماكيلار وهاربل ودي فينني في أمريكا منذ عام 1886 حتى عام 1901 استخدام وحدة مسافة الإي إم بين الكلمات فتكون (كما هو موضح في الجهة اليمنى) نسبة الكلمات إلى مسافات الإي إم 1\3 أو 1\2. أدى الاستخدام المعتاد لوحدة مطبعية واحدة فقط إلى ظهور المسافة بين الجمل كأن مسافتها مزدوجة. في معظم البلاد ظل هذا النمط هو المعيار للأعمال المنشورة حتى القرن العشرين. حتى في هذا القرن ظلت دور نشر (في فرنسا بشكل ملحوظ) تستخدم مسافة الكلمات الاعتيادية بين الجمل؛ وهي تقنية تسمى بالمباعدة الفرنسية (كما هو موضح بالأسفل).

### النوع الميكانيكي وظهور الآلة الكاتبة
ظهرت أنظمة النوع الميكانيكي قرب نهاية القرن التاسع عشر إذ سمحت ماكينات مثل اللينوتيب (المنضدة السطرية) والمونوتيب بتنوع مباعدة الجمل. ولكن مع ظهور الآلة الكاتبة والاستخدام الواسع الذي بدأ في أواخر القرن التاسع عشر أصبح لكاتب النص العادي أحد احتمالين فقط وهما لضغط مفتاح مسافة مرة أو مرتان بين الجمل. (بالتالي تم تصنيع عدة نماذج لآلات كاتبة نسبية المباعدة وإن كانت قليلة.) تعلم طبّاعون في بعض البلدان الناطقة بالإنجليزية إدراج مسافتين بين الجمل ليقاربوا مباعدة الجمل المبالغ فيها المستخدمة في الطباعة التقليدية واستمرت هذه العادة خلال القرن العشرين. عرفت هذه الطريقة فيما بعد بالمباعدة الإنجليزية وكانت تميزهم عن الطّاعين الفرنسيين الذين استمروا في استخدام المباعدة الفرنسية.

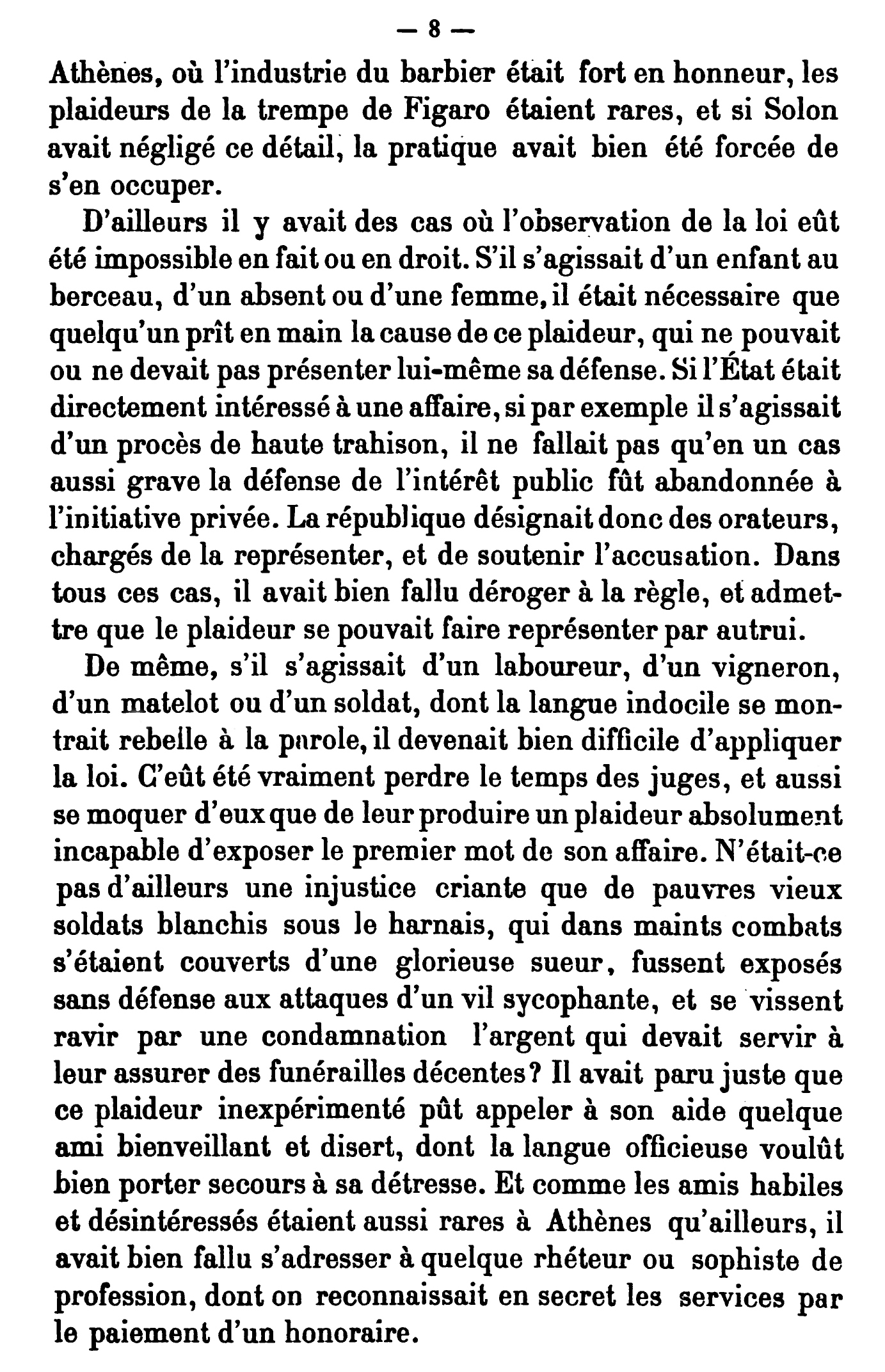
استخدام المباعدة الفرنسية في نص مصفوف عام 1874

### بداية استخدام المسافة الواحدة
في بدايات القرن العشرين بدأ بعض الطّاعين استخدام مسافة ونصف المسافة (مسافة الإي إن) من التي بين الكلمات وأدرجوها بين الجمل لتفرقتهم. واستمرت هذه الطريقة حتى عام 1990.
بدأت المجلات والصحف والكتب تبني فكرة استخدام المسافة الواحدة في أمريكا عام 1940 وفي بريطانيا عام 1950، فلم يحدث هذا بالتزامن. في هذا الوقت كان لا يزال الكاتب العادي يستخدم الآلة الكاتبة لطباعة نص ما رغم التزامه بقيود مسافاتها الميكانيكية المتأصلة فيها.
فيما بعد بدأت تقدمات تكنولوجية بالتأثير على طرق مباعدة الجمل، ففي عام 1941 قدمت الآي بي إم الآلة الكاتبة التنفيذية (بالإنجليزية: الExecutive) وهي آلة كاتبة تقدر على خلق مسافات نسبية –تم استخدامها في صف الحروف على مستوى محترف لمئات السنين-. حرر هذا الابتكار الآلة الكاتبة من قبضة خطوط المسافة الواحدة مما حد من صرامة قيودها الميكانيكية. بحلول ستينيات القرن الماض تجاهلت نظم صف الحروف التصويرية الإلكترونية مطبوعات من المسافات الفارغة في النصوص. كان هذا حقيقة على الشبكة العنكبوتية العالمية إذ تجاهلت لغة رقم النص الفائق المباعدة الإضافية بسبب قيود نتجت من تكنولوجيتها وقلة الإشارات الدالة على بناء الجمل. فيما بعد عرض الحاسوب لأدوات مباعدة جمل إضافية لأي كاتب عادي، بينما اختفى تقليد المسافة المزدوجة بصفتها إجراء عملي معياري مع آلة الآي بي إم الكاتبة الكهربائية (بالإنجليزية: IBM Selectric). أما في أواخر القرن العشرين بدأ الأدب المطبوع باتباع توجيهات مباعدة الجمل الحديثة.